# Люкарна

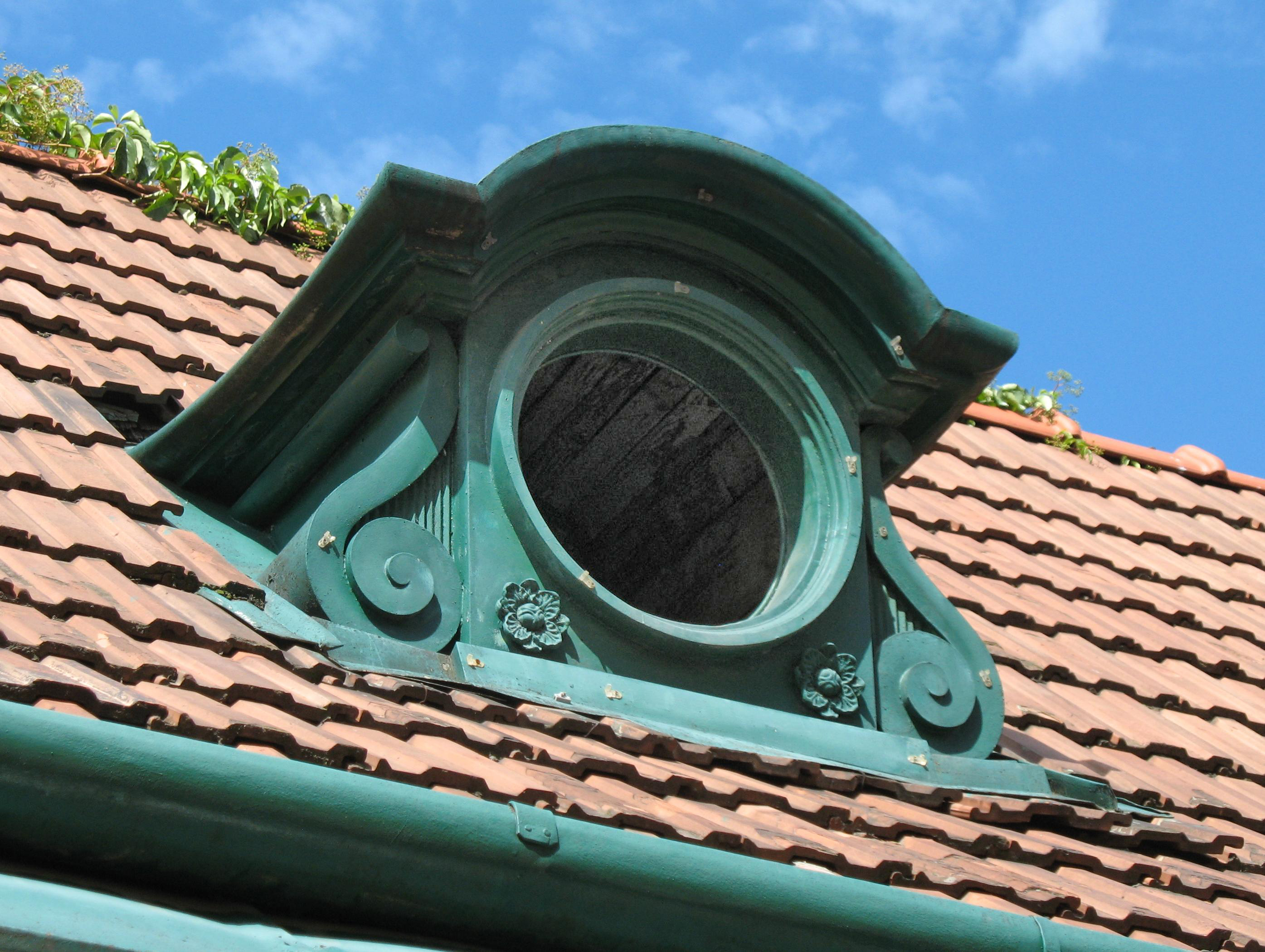

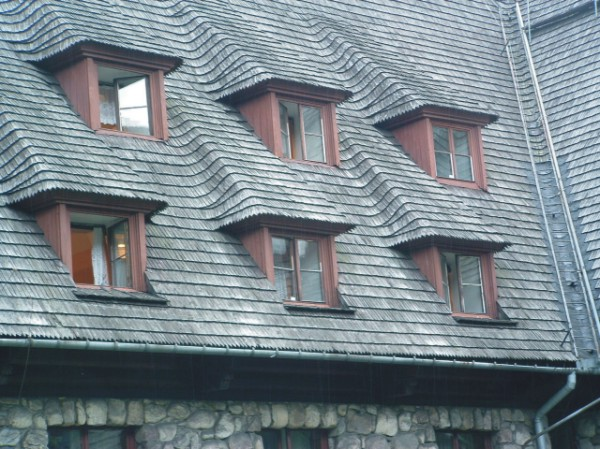
Люкарни на даху «Дому туриста» у м. Закопане (Польща)

Люка́рна (фр. lucarne, від лат. lux «світло») — вид дахового вікна (переважно овальної або круглої форми), ліхтар на мансардному даху або склепінні. Зазвичай не виступає за межі червоної лінії фасаду. У добу пізньої французької готики і ренесансу багато декорувалось.